# 루나 (2018년 영화)
《루나》(프랑스어: Luna)는 2018년 개봉한 프랑스의 로맨스 영화이다.

## 줄거리
남자친구 루벤을 위해 무엇이든 할 수 있는 루나(레티샤 클레망 분)는 루벤 패거리와 생일 파티를 하던 밤, 자신들의 아지트에서 우연히 만난 알렉스(로드 파라도 분)를 폭행한다. 
그리고 몇 주 후, 알렉스는 루나가 일하는 농장에서 함께 일하게 되지만 그녀를 알아보지 못하고 둘은 운명처럼 사랑에 빠지게 된다. 그러나 자신의 잘못을 아는 루나는 알렉스에 대한 사랑이 깊어질수록 괴로움도 커져만 간다. 

## 캐스팅
- 레티샤 클레망 - 루나 역
- 로드 파라도 - 알렉스 역
- 리나 쿠드리
- 쥘리앵 보데
- 프레드릭 피에롯